# Unterseeboot 407
L'Unterseeboot 407 (ou U-407) était un U-Boot allemand de Type VIIC utilisé par la Kriegsmarine pendant la Seconde Guerre mondiale. Il fut commandé le 12 septembre 1940, lancé le 16 aout 1941 et mis en service le 18 décembre 1941 sous le commandement du Kapitänleutnant Ernst-Ulrich Brüller.

## Conception
Unterseeboot type VII, l'U-407 a un déplacement de 769 tonnes en surface et 871 tonnes en plongée. Il avait une longueur totale de 67,10 m, un Maître-bau de 6,20 m, une hauteur de 9,60 m et un tirant d'eau de 4,74 m. Le sous-marin était alimenté, en plongée, par deux Germaniawerft F46 (deux moteurs Diesel produisant un total de 2 060 à 2 350 kW). En surface il était alimenté par deux Siemens-Schuckert GU 343/38–8 produisant un total de 550 kW (740 ch).
Le sous-marin avait une vitesse en surface de 17,7 nœuds (32,8 km/h) et une vitesse de 7,6 nœuds (14,1 km/h) en plongée. Immergé, le submersible avait un rayon d'action de 150 km (92 mi) à 4 nœuds (7,4 km/h). En surface son rayon d'action était de 8 500 milles nautiques (soit 15 700 km) à 10 nœuds (19 km/h). L'U-407 était équipé de cinq tubes lance-torpilles de 53,3 cm qui contenait quatorze torpilles. Il était équipé d'un 1 canon de pont de 8,8 cm SK C/35 (220 coups) et d'un canon anti-aérien. Son équipage comprenait 53 sous-mariniers.

## Historique
Le submersible est affecté à la 5. Unterseebootsflottille le 18 décembre 1941 puis le 1er septembre 1942 à la 9. Unterseebootsflottille. Trois mois plus tard il est transféré à la 29e Flottille dans le cadre d'opérations en Méditerranée jusqu'à la fin de son service.
L'U-407 est coulé le 19 septembre 1944 en Méditerranée, au sud de Milos, à la position approximative 36° 27′ N, 24° 33′ E par des charges de profondeur lancées par les destroyers HMS Troubridge, HMS Terpsichore (en) et ORP Garland. 
Cinq membres d'équipage meurent dans cette attaque.

### Rudeltaktik
L'U-407 a pris part à quatre Rudeltaktik :
- Convoi Vorwärts (25 août – 26 septembre 1942)
- Convoi Tiger (26-28 septembre 1942)
- Convoi Delphin (4-10 novembre 1942)
- Convoi Wal (10-15 novembre 1942)

## Commandement
- Kapitänleutnant Ernst-Ulrich Brüller du 18 décembre 1941 au 14 janvier 1944
- Oberleutnant zur See Hubertus Korndörfer du 14 janvier 1944 au 8 septembre 1944
- Oberleutnant zur See Hans Kolbus du 9 septembre 1944 au 19 septembre 1944

## Navires coulés
L'U-407 coula trois navires pour un total de 26 892 tonneaux, endommagea un navire marchand de 6 207 tonneaux, deux navires de guerre pour un total de 17 900 tonnes et détruisit un navire de 7 126 tonneaux au cours des 12 patrouilles (338 jours en mer) qu'il effectua.
| Date             | Nom               | Nationalité | Tonnage | Fait         |
| ---------------- | ----------------- | ----------- | ------- | ------------ |
| 11 novembre 1942 | Viceroy of India  | Royaume-Uni | 19 627  | Coulé        |
| 23 juin 1943     | HMS Newfoundland  | Royal Navy  | 8 800   | Endommagé    |
| 28 novembre 1943 | HMS Birmingham    | Royal Navy  | 9 100   | Endommagé    |
| 27 février 1944  | Rod el Farag      | Égypte      | 55      | Coulé        |
| 29 février 1944  | Ensis             | Royaume-Uni | 6 207   | Endommagé    |
| 16 avril 1944    | Meyer London      | États-Unis  | 7 210   | Coulé        |
| 16 avril 1944    | Thomas G. Masaryk | États-Unis  | 7 176   | Perte totale |